# Роналдінью
Роналді́нью (порт. Ronaldinho; справжнє ім'я Роналду ді Ассіс Морейра, порт. Ronaldo de Assis Moreira, 21 березня 1980 р.) — бразильський футболіст. Нині — офіційний посол клубу «Барселона». Його основна позиція — атакувальний півзахисник або нападник. Роналдінью зіграв 97 ігор за збірну Бразилії, в яких забив 33 м'ячі. Чемпіон світу 2002 року. Володар «Золотого м'яча» та найкращий гравець світу за версією ФІФА 2005 року.

## Життєпис
Роналдінью народився в Порту-Алегрі. Футболом захопився з дитинства і почав виступати за команди різних вікових груп у місцевому клубі «Греміу». Тогочасним тренером юнацької команди «Ґреміу» був Луїс Феліпе Сколарі — майбутній тренер бразильської національної збірної на ЧС 2002. 1997 року Роналдінью став найкращим бомбардиром на чемпіонаті світу серед юнаків до 17 років, а через рік дебютував у «дорослому» футболі, зігравши п'ять матчів за основну команду «Греміу».
26 червня 1999 року Роналдінью провів перший поєдинок за національну збірну своєї країни. Тоді бразильцям протистояла команда Латвії. 2000 року він забив найбільше м'ячів (6) у черговому розіграші Кубка Конфедерацій, а 2001 року переїхав до Європи, підписав контракт із паризьким клубом «Парі Сен-Жермен». 2002 року Рональдіньо став чемпіоном світу в Японії і Кореї. Провівши 5 матчів, Рональдіньо забив 2 голи, і запам'ятався чвертьфінальним штрафним ударом з 35 метрів, який застав зненацька англійського воротаря Девіда Сімена. Після таких успіхів футболістом зацікавились найсильніші клуби Європи.
У липні 2003 року Рональдінью уклав контракт з іспанською «Барселоною». Техніка цього бразильця є одним з головних козирів в атаці «Барселони». Попри правоногість він грає на лівому фланзі, вирізняється прекрасним дриблінгом на великій швидкості і точними ударами та пасами. Він переважно виконує всі штрафні удари, пенальті і кутові. За яскраву гру у Лізі Чемпіонів і чемпіонаті Іспанії 2004/05 журнал «France Football» нагородив його Золотим м'ячем — нагородою найкращому футболістові Європи. Через рік «Барселона» виграла і Лігу Чемпіонів і чемпіонат Іспанії, але Бразилія не зовсім вдало виступила на чемпіонаті світу 2006. Там пара атакувальних півзахисників Кака — Роналдінью повинна була допомагати нападникам Роналду з Адріану в атаках, але збірна вибула вже в 1/4 фіналу, поступившись Франції (яку тренував Раймон Доменек). В опитуванні на Золотий м'яч-2006 його випередили Зінедін Зідан, Джанлуїджі Буффон і Фабіо Каннаваро.
Останнім сезоном у кольорах «Барси» для бразильця став 2007/08, коли атакувальний півзахисник конфліктував із головним тренером Франком Райкардом і рідко з'являвся на полі. влітку 2008-го перейшов до італійського «Мілана». Футболіст залишається зіркою світового масштабу — лише для того, щоб побачити презентацію Рональдінью у футболці «россо-нері», на стадіон «Сан-Сіро» прийшло близько 40 000 фанів «Мілана».
На початку 2011 року гравець повернувся до Бразилії, де уклав контракт з місцевим клубом «Фламенго» терміном до 2014 року.

## Проблеми із законом
Роналдінью завершив кар'єру в січні 2018 року, тоді ж був позбавлений закордонного паспорта за несплату податків. Також колишньому футболістові був призначений штраф у 8,5 млн реалів (понад $2,2 млн) за порушення вимог природоохоронного законодавства при будівництві пірсу на березі озера, де розташований будинок його сім'ї. У березні 2020 року Роналдінью та його брат пред'явили в аеропорту Асунсьйона (Парагвай) підроблені паспорти. 4 березня 2020 року в готельному номері братів пройшов обшук, поліція виявила фальшиві документи. 6 березня колишній футболіст був заарештований.

## Кар'єра футболіста

### «Атлетіко Мінейру»

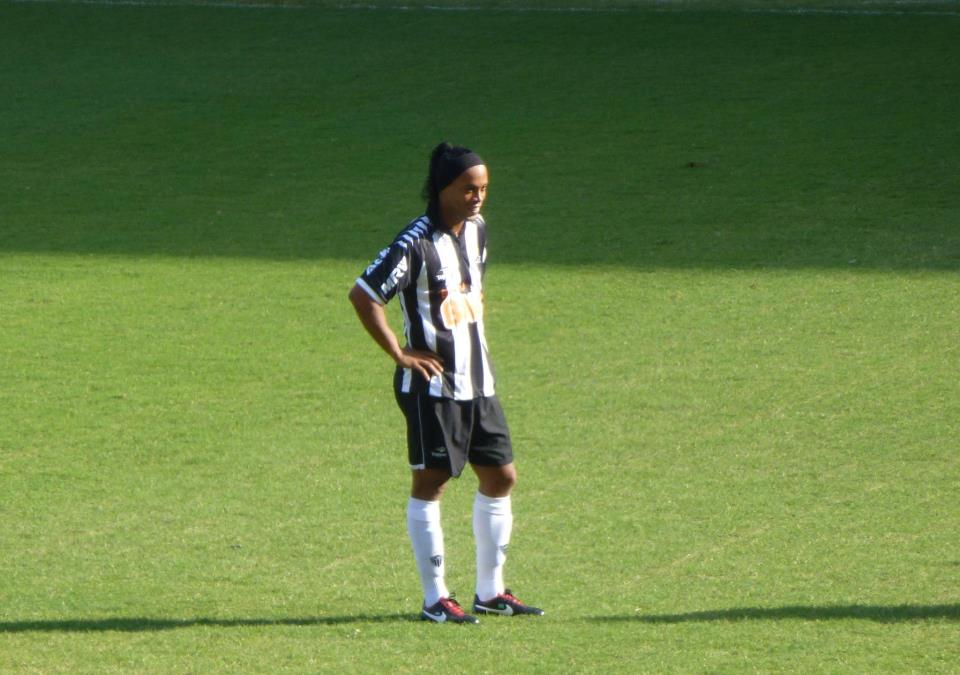
Рональдінью грає за «Атлетіко Мінейру» в бразильський Серії А у червні 2013 року.

4 червня 2012 року Рональдінью несподівано підписав шестимісячний контракт з «Атлетіко Мінейру», на четвертий день після того, як пішов із «Фламенго». Він обрав номер 49, що означає рік народження його матері, оскільки його улюблений номер 10 був зайнятий Гільєрмі у сезоні 2012 року.
9 червня 2012 року він дебютував за «півнів» у матчі проти «Палмейрас», який закінчився перемогою його клубу з рахунком 1:0, відігравши всі 90 хвилин. Свій перший гол Рональдінью забив 23 червня 2012 року з пенальті у ворота «Наутіко». Він провів з «Атлетіко Мінейру» чудовий сезон 2012 року, у котрому клуб зайняв друге місце чемпіонату Бразилії, а також виграв путівку до Кубку Лібертадорес 2013. Рональдінью був нагороджений «Золотим м'ячем Бразилії» за свої виступи в матчах чемпіонату у новому клубі в 2012 році.
Наступного року Рональдінью допоміг «Атлетіко» виграти Чемпіонат Мінейру та привів клуб до свого першого Кубку Лібертадорес. Він забив чотири голи та віддав сім гольових пасів на драматичному шляху «півнів» до перемоги, так в півфіналі й фіналі у перших зустрічах клуб програвав з рахунком 0:2 аргентинському «Ньюелз Олд Бойз» і парагвайській «Олімпії» відповідно. Але «Атлетіко» в обох стадіях зрівняли загальний рахунок та виграли після серії пенальті. Навіть при тому, що Роналдіньо був травмований протягом більшої частини другої половини сезону, він був визнаний південноамериканським футболістом 2013 року.
9 січня 2014 року Рональдінью оновив свій контракт з клубом. Але у липні 2014 року він залишив «Атлетіко Мінейру» після досягнення угоди щодо скасування контракту з клубом за взаємною згодою. Ставши вільним агентом, йому були запропоновані контракти від англійського клубу Південної Конференції «Бейсінгсток Таун» та від індійського клубу новоствореної Супер Ліги «Ченнай Тайтанс» через їх співвласника Прашанта Агарвала.

### «Керетаро»
5 вересня 2014 року Рональдінью підписав дворічний контракт з мексиканським клубом «Керетаро».

### «Флуміненсе»
12 липня 2015 року Роналдіньо перейшов у «Флуміненсе», підписавши контракт до кінця 2016 року. Проте вже 29 вересня 2015 року після 7 матчів у складі команди розірвав контракт з клубом за взаємною згодою.

### «Барселона (Гуаякіль)»
29 січня 2016 року прийняв пропозицію зіграти в товариському матчі під назвою Noche Amarilla, або «Жовта Ніч». У ньому еквадорська «Барселона» билася з перуанським «Універсідад Сан-Мартін». «Барселона» перемогла з рахунком 4:3.

### «Сьєнсіано»
3 квітня 2016 року команда опублікувала відео, на якому Роналдіньо каже, що буде грати за «Сьєнсіано». Угода розрахована на два матчі. Не виключається, що він проведе і кілька матчів у чемпіонаті другого дивізіону.
16 січня 2018 року стало відомо, що видатний футболіст офіційно завершив кар'єру.

## Кар'єра функціонера

### «Барселона»
3 лютого 2017 року був офіційно представлений як посол іспанського клубу «Барселона». Роналдінью буде представляти каталонський клуб в офіційних заходах.

## Статистика виступів

### Статистика клубних виступів
| Сезон                        | Команда                      | Чемпіонат                    | Чемпіонат | Чемпіонат | Національний кубок | Національний кубок | Національний кубок | Континентальні кубки | Континентальні кубки | Континентальні кубки | Інші змагання | Інші змагання | Інші змагання | Усього | Усього |
| Сезон                        | Команда                      | Ліга                         | Ігор      | Голів     | Ліга               | Ігор               | Голів              | Ліга                 | Ігор                 | Голів                | Ліга          | Ігор          | Голів         | Ігор   | Голів  |
| ---------------------------- | ---------------------------- | ---------------------------- | --------- | --------- | ------------------ | ------------------ | ------------------ | -------------------- | -------------------- | -------------------- | ------------- | ------------- | ------------- | ------ | ------ |
| 1998                         | «Греміу»                     | ЛГ+A                         | 0+6       | 0+1       | КБ                 | 2                  | 0                  | КЛ+КМ                | 10+5                 | 1+2                  | -             | -             | -             | 23     | 4      |
| 1999                         | «Греміу»                     | ЛГ+A                         | 18+17     | 15+6      | КБ                 | 3                  | 0                  | КМ                   | 4                    | 2                    | -             | -             | -             | 42     | 23     |
| 2000                         | «Греміу»                     | ЛГ+КЖА                       | 16+21     | 11+14     | КБ                 | 3                  | 3                  | -                    | -                    | -                    | -             | -             | -             | 40     | 28     |
| Усього за «Греміу»           | Усього за «Греміу»           | Усього за «Греміу»           | 34+44     | 26+21     |                    | 8                  | 3                  |                      | 19                   | 5                    |               | -             | -             | 105    | 55     |
| 2001–02                      | «Парі Сен-Жермен»            | Д1                           | 28        | 9         | КФ+КЛ              | 2+4                | 0+2                | КУЄФА                | 6                    | 2                    | -             | -             | -             | 40     | 13     |
| 2002–03                      | «Парі Сен-Жермен»            | Л1                           | 27        | 8         | КФ+КЛ              | 5+1                | 3+0                | КУЄФА                | 4                    | 1                    | -             | -             | -             | 37     | 12     |
| Усього за «Парі Сен-Жермен»  | Усього за «Парі Сен-Жермен»  | Усього за «Парі Сен-Жермен»  | 55        | 17        |                    | 12                 | 5                  |                      | 10                   | 3                    |               | -             | -             | 77     | 25     |
| 2003–04                      | «Барселона»                  | ПД                           | 32        | 15        | КІ                 | 6                  | 3                  | КУЄФА                | 7                    | 4                    | -             | -             | -             | 45     | 22     |
| 2004–05                      | «Барселона»                  | ПД                           | 35        | 9         | КІ                 | 0                  | 0                  | ЛЧ                   | 7                    | 4                    | -             | -             | -             | 42     | 13     |
| 2005–06                      | «Барселона»                  | ПД                           | 29        | 17        | КІ                 | 2                  | 1                  | ЛЧ                   | 12                   | 7                    | СІ            | 2             | 1             | 45     | 26     |
| 2006–07                      | «Барселона»                  | ПД                           | 32        | 21        | КІ                 | 4                  | 0                  | ЛЧ                   | 8                    | 2                    | СІ+СУ+КЧС     | 2+1+2         | 0+0+1         | 49     | 24     |
| 2007–08                      | «Барселона»                  | ПД                           | 17        | 8         | КІ                 | 1                  | 0                  | ЛЧ                   | 8                    | 1                    | -             | -             | -             | 26     | 9      |
| Усього за «Барселону»        | Усього за «Барселону»        | Усього за «Барселону»        | 145       | 70        |                    | 13                 | 4                  |                      | 42                   | 18                   |               | 7             | 2             | 207    | 94     |
| 2008–09                      | «Мілан»                      | A                            | 29        | 8         | КІ                 | 1                  | 0                  | КУЄФА                | 6                    | 2                    | -             | -             | -             | 36     | 10     |
| 2009–10                      | «Мілан»                      | A                            | 36        | 12        | КІ                 | 0                  | 0                  | ЛЧ                   | 7                    | 3                    | -             | -             | -             | 43     | 15     |
| 2010-січ. 2011               | «Мілан»                      | A                            | 11        | 0         | КІ                 | 0                  | 0                  | ЛЧ                   | 5                    | 1                    | -             | -             | -             | 16     | 1      |
| Усього за «Мілан»            | Усього за «Мілан»            | Усього за «Мілан»            | 76        | 20        |                    | 1                  | 0                  |                      | 18                   | 6                    |               | -             | -             | 95     | 26     |
| 2011                         | «Фламенго»                   | ЛК+A                         | 13+31     | 4+14      | КБ                 | 5                  | 1                  | ПК                   | 3                    | 2                    | -             | -             | -             | 52     | 21     |
| січ.-трав. 2012              | «Фламенго»                   | ЛК+A                         | 10+2      | 4+1       | -                  | -                  | -                  | КЛ                   | 8                    | 2                    | -             | -             | -             | 20     | 7      |
| Усього за «Фламенго»         | Усього за «Фламенго»         | Усього за «Фламенго»         | 23+33     | 8+15      |                    | 5                  | 1                  |                      | 11                   | 4                    |               | -             | -             | 72     | 28     |
| черв.-груд. 2012             | «Атлетіко Мінейру»           | A                            | 32        | 9         | -                  | -                  | -                  | -                    | -                    | -                    | -             | -             | -             | 32     | 9      |
| 2013                         | «Атлетіко Мінейру»           | ЛМ+A                         | 6+14      | 4+7       | КБ                 | 2                  | 0                  | КЛ                   | 14                   | 4                    | КЧС           | 2             | 2             | 38     | 17     |
| 2014                         | «Атлетіко Мінейру»           | ЛМ+A                         | 4+2       | 0         | КБ                 | 0                  | 0                  | КЛ                   | 7                    | 1                    | РПА           | 2             | 0             | 15     | 1      |
| Усього за «Атлетіко Мінейру» | Усього за «Атлетіко Мінейру» | Усього за «Атлетіко Мінейру» | 10+48     | 4+16      |                    | 2                  | 0                  |                      | 21                   | 5                    |               | 4             | 2             | 85     | 27     |
| 2014–15                      | «Керетаро»                   | ПДМ                          | 20+5      | 7+1       | КМ                 | 4                  | 0                  | -                    | -                    | -                    | -             | -             | -             | 29     | 8      |
| 2015                         | «Флуміненсе»                 | ЛК+A                         | 0+7       | 0         | КБ                 | 2                  | 0                  | -                    | -                    | -                    | -             | -             | -             | 9      | 0      |
| Усього за кар'єру            | Усього за кар'єру            | Усього за кар'єру            | 500       | 205       |                    | 47                 | 13                 |                      | 121                  | 41                   |               | 11            | 4             | 679    | 263    |

### Статистика виступів за збірну
| Дата       | Місто                   | Господарі            | Результат | Гості             | Турнір                       | Голи | Примітки                         |
| ---------- | ----------------------- | -------------------- | --------- | ----------------- | ---------------------------- | ---- | -------------------------------- |
| 26-6-1999  | Куритиба                | Бразилія             | 3 – 0     | Латвія            | товариський матч             | -    |                                  |
| 30-6-1999  | Сьюдад-дель-Есте        | Бразилія             | 7 – 0     | Венесуела         | Копа Америка 1999 - 1-й етап | 1    |                                  |
| 3-7-1999   | Сьюдад-дель-Есте        | Бразилія             | 2 – 1     | Мексика           | Копа Америка 1999 - 1-й етап | -    |                                  |
| 6-7-1999   | Сьюдад-дель-Есте        | Бразилія             | 1 – 0     | Чилі              | Копа Америка 1999 - 1-й етап | -    | Перерваний через туман на 85 хв. |
| 14-7-1999  | Сьюдад-дель-Есте        | Бразилія             | 2 – 0     | Мексика           | Копа Америка 1999 - півфінал | -    |                                  |
| 24-7-1999  | Гвадалахара             | Бразилія             | 4 – 0     | Німеччина         | Кубок Конфедерацій           | 1    |                                  |
| 28-7-1999  | Гвадалахара             | Бразилія             | 2 – 0     | США               | Кубок Конфедерацій           | 1    |                                  |
| 30-7-1999  | Гвадалахара             | Нова Зеландія        | 0 – 2     | Бразилія          | Кубок Конфедерацій           | 1    |                                  |
| 1-8-1999   | Гвадалахара             | Бразилія             | 8 – 0     | Саудівська Аравія | Кубок Конфедерацій           | 3    |                                  |
| 4-8-1999   | Мехіко                  | Мексика              | 4 – 3     | Бразилія          | Кубок Конфедерацій           | -    | 2-ге місце                       |
| 4-9-1999   | Буенос-Айрес            | Аргентина            | 2 – 0     | Бразилія          | товариський матч             | -    |                                  |
| 7-9-1999   | Порту-Алегрі            | Бразилія             | 4 – 2     | Аргентина         | товариський матч             | -    |                                  |
| 9-10-1999  | Амстердам               | Нідерланди           | 2 – 2     | Бразилія          | товариський матч             | -    |                                  |
| 23-2-2000  | Бангкок                 | Таїланд              | 0 – 7     | Бразилія          | товариський матч             | 1    |                                  |
| 28-3-2000  | Богота                  | Колумбія             | 0 – 0     | Бразилія          | Відбір до ЧС 2002            | -    |                                  |
| 28-6-2000  | Ріо-де-Жанейро          | Бразилія             | 1 – 0     | Уругвай           | Відбір до ЧС 2002            | -    |                                  |
| 26-7-2000  | Сан-Паулу               | Бразилія             | 3 – 1     | Аргентина         | Відбір до ЧС 2002            | -    |                                  |
| 3-9-2000   | Ріо-де-Жанейро          | Бразилія             | 5 – 0     | Болівія           | Відбір до ЧС 2002            | -    |                                  |
| 3-3-2001   | Пасадена (Каліфорнія)   | США                  | 1 – 2     | Бразилія          | товариський матч             | 1    |                                  |
| 7-3-2001   | Гвадалахара             | Мексика              | 3 – 3     | Бразилія          | товариський матч             | -    |                                  |
| 28-3-2001  | Кіто                    | Еквадор              | 1 – 0     | Бразилія          | Відбір до ЧС 2002            | -    |                                  |
| 14-11-2001 | Сан-Луїс (Бразилія)     | Бразилія             | 3 – 0     | Венесуела         | Відбір до ЧС 2002            | -    |                                  |
| 27-3-2002  | Форталеза               | Бразилія             | 1 – 0     | Югославія         | товариський матч             | -    |                                  |
| 17-4-2002  | Лісабон                 | Португалія           | 1 – 1     | Бразилія          | товариський матч             | 1    |                                  |
| 25-5-2002  | Куала-Лумпур            | Малайзія             | 0 – 4     | Бразилія          | товариський матч             | -    |                                  |
| 3-6-2002   | Ульсан                  | Бразилія             | 2 – 1     | Туреччина         | ЧС 2002 - 1-й етап           | -    |                                  |
| 8-6-2002   | Согвіпхо                | Бразилія             | 4 – 0     | КНР               | ЧС 2002 - 1-й етап           | 1    |                                  |
| 17-6-2002  | Кобе                    | Бразилія             | 2 – 0     | Бельгія           | ЧС 2002 - 1/8 фіналу         | -    |                                  |
| 21-6-2002  | Сідзуока                | Англія               | 1 – 2     | Бразилія          | ЧС 2002 - чвертьфінал        | 1    |                                  |
| 30-6-2002  | Йокогама                | Бразилія             | 2 – 0     | Німеччина         | ЧС 2002 - Фінал              | -    | 5-й титул                        |
| 21-8-2002  | Форталеза               | Бразилія             | 0 – 1     | Парагвай          | товариський матч             | -    |                                  |
| 20-11-2002 | Сеул                    | Південна Корея       | 2 – 3     | Бразилія          | товариський матч             | 1    |                                  |
| 10-2-2003  | Гуандун                 | КНР                  | 0 – 0     | Бразилія          | товариський матч             | -    |                                  |
| 29-3-2003  | Порту                   | Португалія           | 2 – 1     | Бразилія          | товариський матч             | 1    |                                  |
| 30-4-2003  | Гвадалахара             | Мексика              | 0 – 0     | Бразилія          | товариський матч             | -    |                                  |
| 11-6-2003  | Абуджа                  | Нігерія              | 0 – 3     | Бразилія          | товариський матч             | -    |                                  |
| 19-6-2003  | Сен-Дені                | Бразилія             | 0 – 1     | Камерун           | Кубок Конфедерацій           | -    |                                  |
| 21-6-2003  | Ліон                    | Бразилія             | 1 – 0     | США               | Кубок Конфедерацій           | -    |                                  |
| 23-6-2003  | Сент-Етьєн              | Бразилія             | 2 – 2     | Туреччина         | Кубок Конфедерацій           | -    |                                  |
| 10-9-2003  | Манаус                  | Бразилія             | 1 – 0     | Еквадор           | Відбір до ЧС 2006            | 1    |                                  |
| 18-2-2004  | Дублін                  | Ірландія             | 0 – 0     | Бразилія          | товариський матч             | -    |                                  |
| 31-3-2004  | Асунсьйон               | Парагвай             | 0 – 0     | Бразилія          | Відбір до ЧС 2006            | -    |                                  |
| 28-4-2004  | Будапешт                | Угорщина             | 1 – 4     | Бразилія          | товариський матч             | 1    |                                  |
| 20-5-2004  | Сен-Дені                | Франція              | 0 – 0     | Бразилія          | товариський матч             | -    | Матч до 100-річчя ФІФА           |
| 18-8-2004  | Порт-о-Пренс            | Гаїті                | 0 – 6     | Бразилія          | товариський матч             | 3    |                                  |
| 5-9-2004   | Сан-Паулу               | Бразилія             | 3 – 1     | Болівія           | Відбір до ЧС 2006            | 1    |                                  |
| 8-9-2004   | Берлін                  | Німеччина            | 1 – 1     | Бразилія          | товариський матч             | 1    |                                  |
| 9-10-2004  | Маракайбо               | Бразилія             | 5 – 2     | Венесуела         | Відбір до ЧС 2006            | -    |                                  |
| 13-10-2004 | Масейо                  | Бразилія             | 0 – 0     | Колумбія          | Відбір до ЧС 2006            | -    |                                  |
| 17-11-2004 | Кіто                    | Еквадор              | 1 – 0     | Бразилія          | Відбір до ЧС 2006            | -    |                                  |
| 9-2-2005   | Гонконг                 | Гонконг              | 1 – 7     | Бразилія          | товариський матч             | 1    | Кубок Carlsberg                  |
| 27-3-2005  | Гоянія                  | Бразилія             | 1 – 0     | Перу              | Відбір до ЧС 2006            | -    |                                  |
| 30-3-2005  | Монтевідео              | Уругвай              | 1 – 1     | Бразилія          | Відбір до ЧС 2006            | -    |                                  |
| 5-6-2005   | Порту-Алегрі            | Бразилія             | 4 – 1     | Парагвай          | Відбір до ЧС 2006            | 2    |                                  |
| 8-6-2005   | Буенос-Айрес            | Аргентина            | 3 – 1     | Бразилія          | Відбір до ЧС 2006            | -    |                                  |
| 16-6-2005  | Лейпциг                 | Бразилія             | 3 – 0     | Греція            | Кубок Конфедерацій           | -    |                                  |
| 19-6-2005  | Ганновер                | Мексика              | 1 – 0     | Бразилія          | Кубок Конфедерацій           | -    |                                  |
| 22-6-2005  | Кельн                   | Японія               | 2 – 2     | Бразилія          | Кубок Конфедерацій           | 1    |                                  |
| 25-6-2005  | Нюрнберг                | Німеччина            | 2 – 3     | Бразилія          | Кубок Конфедерацій           | 1    |                                  |
| 29-6-2005  | Франкфурт-на-Майні      | Бразилія             | 4 – 1     | Аргентина         | Кубок Конфедерацій           | 1    | 2-й титул                        |
| 12-10-2005 | Белен                   | Бразилія             | 3 – 0     | Венесуела         | Відбір до ЧС 2006            | -    |                                  |
| 12-11-2005 | Абу-Дабі                | ОАЕ                  | 0 – 8     | Бразилія          | товариський матч             | -    |                                  |
| 4-6-2006   | Женева                  | Бразилія             | 4 – 0     | Нова Зеландія     | товариський матч             | -    |                                  |
| 13-6-2006  | Берлін                  | Бразилія             | 1 – 0     | Хорватія          | ЧС 2006 - 1-й етап           | -    |                                  |
| 18-6-2006  | Мюнхен                  | Бразилія             | 2 – 0     | Австралія         | ЧС 2006 - 1-й етап           | -    |                                  |
| 22-6-2006  | Дортмунд                | Японія               | 1 – 4     | Бразилія          | ЧС 2006 - 1-й етап           | -    |                                  |
| 27-6-2006  | Дортмунд                | Бразилія             | 3 – 0     | Гана              | ЧС 2006 - 1/8 фіналу         | -    |                                  |
| 1-7-2006   | Франкфурт-на-Майні      | Бразилія             | 0 – 1     | Франція           | ЧС 2006 - чвертьфінал        | -    |                                  |
| 5-9-2006   | Лондон                  | Уельс                | 0 – 2     | Бразилія          | товариський матч             | -    |                                  |
| 10-10-2006 | Стокгольм               | Бразилія             | 2 – 1     | Еквадор           | товариський матч             | -    |                                  |
| 12-11-2006 | Базель                  | Швейцарія            | 1 – 2     | Бразилія          | товариський матч             | -    |                                  |
| 24-3-2007  | Гетеборг                | Бразилія             | 4 – 0     | Чилі              | товариський матч             | 2    |                                  |
| 27-3-2007  | Стокгольм               | Бразилія             | 1 – 0     | Гана              | товариський матч             | -    |                                  |
| 1-6-2007   | Лондон                  | Англія               | 1 – 1     | Бразилія          | товариський матч             | -    |                                  |
| 5-6-2007   | Дортмунд                | Туреччина            | 0 – 0     | Бразилія          | товариський матч             | -    |                                  |
| 22-8-2007  | Монпельє                | Бразилія             | 2 – 0     | Алжир             | товариський матч             | 1    |                                  |
| 9-9-2007   | Чикаго                  | США                  | 2 – 4     | Бразилія          | товариський матч             | 1    |                                  |
| 12-9-2007  | Фоксборо (Массачусетс)  | Мексика              | 2 – 4     | Бразилія          | товариський матч             | -    |                                  |
| 14-10-2007 | Богота                  | Колумбія             | 0 – 0     | Бразилія          | Відбір до ЧС 2010            | -    |                                  |
| 17-10-2007 | Ріо-де-Жанейро          | Бразилія             | 5 – 0     | Еквадор           | Відбір до ЧС 2010            | 1    |                                  |
| 18-11-2007 | Ліма                    | Перу                 | 1 – 1     | Бразилія          | Відбір до ЧС 2010            | -    |                                  |
| 21-11-2007 | Сан-Паулу               | Бразилія             | 2 – 1     | Уругвай           | Відбір до ЧС 2010            | -    |                                  |
| 7-9-2008   | Сантьяго                | Чилі                 | 0 – 3     | Бразилія          | Відбір до ЧС 2010            | -    |                                  |
| 10-9-2008  | Ріо-де-Жанейро          | Бразилія             | 0 – 0     | Болівія           | Відбір до ЧС 2010            | -    |                                  |
| 10-2-2009  | Лондон                  | Бразилія             | 2 – 0     | Італія            | товариський матч             | -    |                                  |
| 29-3-2009  | Кіто                    | Еквадор              | 1 – 1     | Бразилія          | Відбір до ЧС 2010            | -    |                                  |
| 1-4-2009   | Порту-Алегрі            | Бразилія             | 3 – 0     | Перу              | Відбір до ЧС 2010            | -    |                                  |
| 17-11-2010 | Доха                    | Аргентина            | 1 – 0     | Бразилія          | товариський матч             | -    |                                  |
| 5-9-2011   | Лондон                  | Бразилія             | 1 – 0     | Гана              | товариський матч             | -    |                                  |
| 14-9-2011  | Кордова                 | Аргентина            | 0 – 0     | Бразилія          | Суперкласіко де лас Амерікас | -    |                                  |
| 28-9-2011  | Белен                   | Бразилія             | 2 – 0     | Аргентина         | Суперкласіко де лас Амерікас | -    |                                  |
| 7-10-2011  | Сан-Хосе                | Коста-Рика           | 0 – 1     | Бразилія          | товариський матч             | -    |                                  |
| 11-10-2011 | Торреон                 | Мексика              | 1 – 2     | Бразилія          | товариський матч             | 1    |                                  |
| 28-2-2012  | Санкт-Галлен            | Боснія і Герцеговина | 1 – 2     | Бразилія          | товариський матч             | -    |                                  |
| 6-2-2013   | Лондон                  | Англія               | 2 – 1     | Бразилія          | товариський матч             | -    |                                  |
| 6-4-2013   | Санта-Крус-де-ла-Сьєрра | Болівія              | 0 – 4     | Бразилія          | товариський матч             | -    |                                  |
| 24-4-2013  | Белу-Оризонті           | Бразилія             | 2 – 2     | Чилі              | товариський матч             | -    |                                  |
| Усього     |                         | Матчів (7 місце)     | 97        |                   | Голів (7 місце)              | 33   |                                  |

## Титули та досягнення
Клубні
- Переможець Кубка Інтертото: 2001
- Чемпіон Іспанії: 2005, 2006
- Володар Суперкубка Іспанії: 2005, 2006
- Переможець Ліги Чемпіонів: 2006
- Чемпіон Італії: 2011, 2006
- Володар Кубка Лібертадорес: 2013
- Переможець Рекопи Південної Америки: 2014

Збірні
- Чемпіон світу (U-17): 1997
- Чемпіон Південної Америки (U-17): 1997
- Чемпіон світу: 2002
- Переможець Копа Америка: 1999
- Володар Кубка Конфедерацій: 2005
- Бронзовий олімпійський призер: 2008
- Переможець Суперкласіко де лас Амерікас: 2011

Особисті
- Найкращий гравець Кубка Конфедерацій: 1999
- Найкращий бомбардир Кубка Конфедерацій: 1999
- Володар Золотого м'яча: 2005
- Найкращий гравець світу за версією ФІФА: 2004, 2005
- Переможець «Золотої стопи (Golden Foot) — 2009»